# Hiéroglyphe égyptien I15
Pour les articles homonymes, voir Naja (homonymie).
Le hiéroglyphe égyptien I15 (naja ondulant en position d'attaque) est classifié dans la section I « Amphibiens, reptiles, etc. » de la liste de Gardiner  ; il y est noté I15.

## Représentation
Il représente un cobra égyptien (Naja haje) ondulant et en position d'attaque la collerette relevée.

## Utilisation
| I14 |

| I14 |

C'est un déterminatif du champ lexical des serpents et des vers.

## Exemples de mots
| n · i | k · I15 |

| n · i | k · I15 |

| n · a | w | I15 |

| n · a | w | I15 |

| G39 | Z1 | I15 |

| G39 | Z1 | I15 |